# Joe Goss
Joe Goss (* 5. November 1838 in Northampton, London, England; † 24. März 1885 in Boston, Vereinigte Staaten) war ein englischer Boxer in der Bare-knuckle-Ära.
Im Alter von 20 Jahren begann Goss in einem 90-minütigen Kampf, den er gegen George Hares gewann, seine Karriere.
Jem Mace bezwang ihn in London in einem Kampf, der 1 Stunde und 55 Minuten dauerte, in Runde 19.
Goss wurde im Jahr 2003 in die International Boxing Hall of Fame aufgenommen.